# İna Boyko
İna Boyko (* 3. Februar 1991) ist eine aserbaidschanische Fußballspielerin.
Boyko, die auf der Torwartposition spielt, bestritt in der Qualifikationsrunde zur UEFA Women’s Champions League 2011/12 alle drei Spiele für den Verein Gintra Universitetas. Auf Vereinsebene ist sie aktuell hinter Greta Kaselytė die Nr. 2 im Kader. Für die Nationalmannschaft Aserbaidschans debütierte sie 2011 gegen die Auswahl von Wales im Women’s World Cup Qualifikationsspiel.